# یواس‌اس اس-۲۳ (اس‌اس-۱۲۸)
یواس‌اس اس-۲۳ (اس‌اس-۱۲۸) (به انگلیسی: USS S-23 (SS-128)) یک زیردریایی بود که طول آن ۲۱۹ فوت ۳ اینچ (۶۶٫۸۳ متر) بود. این زیردریایی در سال ۱۹۲۰ ساخته شد.